# Индекс автомобильных номеров Чехии

## Новые регистрационные знаки (с 2001 года)

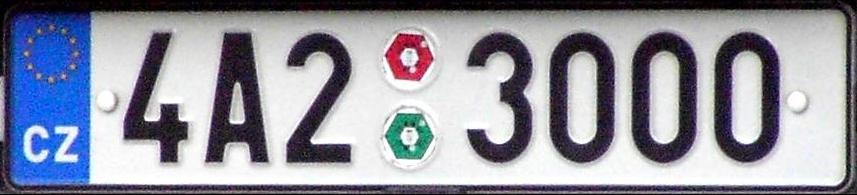
Чешский автомобильный номер. «A» — Прага

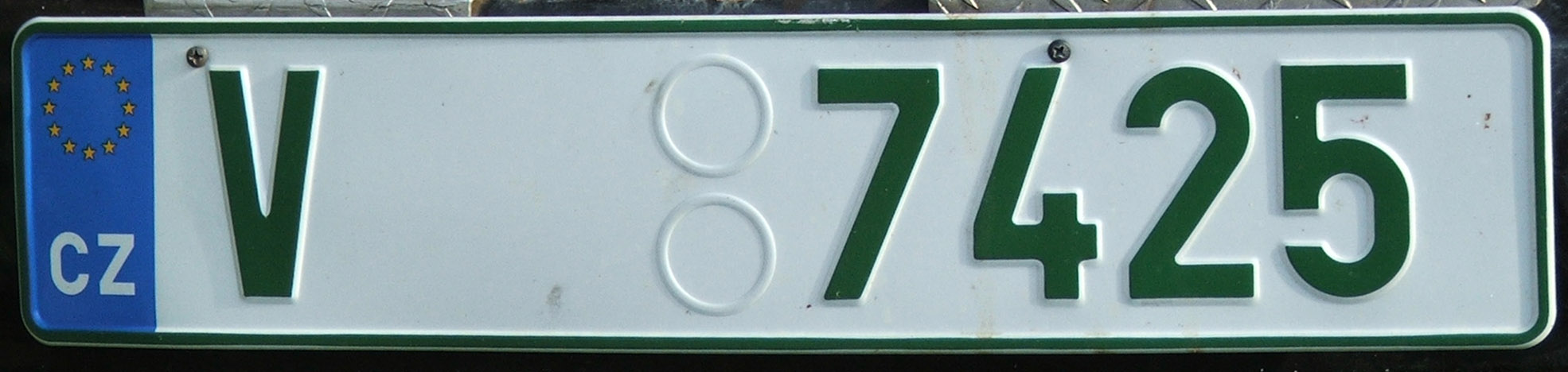
«Ветеран» — исторический автомобиль

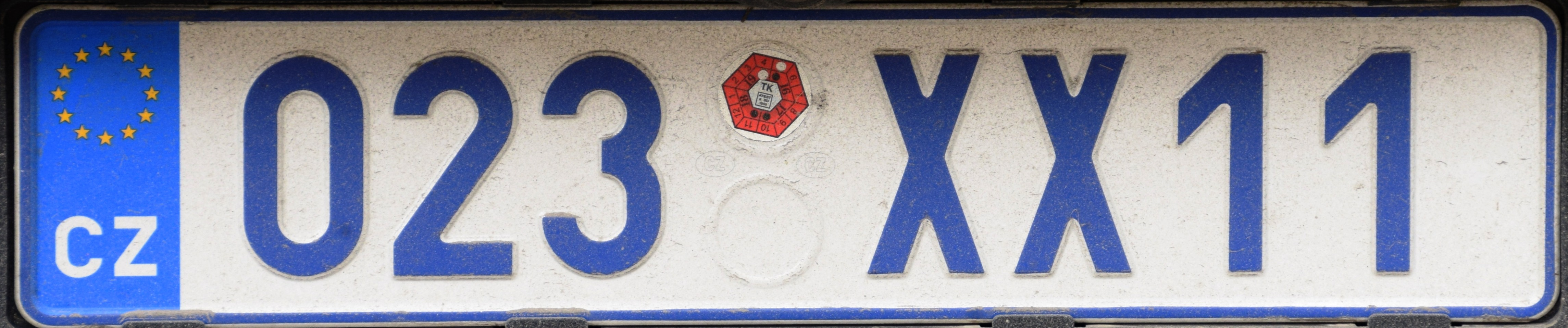
Номер на автомобиле дипломатических и консульских должностных лиц

В автомобильных номерах Чехии используются 7 символов (цифры и буквы без диакритических знаков, за исключением G, O, Q, которые можно было бы спутать с C и цифрой 0, а также буквы W). Это позволяет иметь всего 20 900 118 400 комбинаций.
Первая буква от левой цифры указывает на край, в котором транспортное средство зарегистрировано. 
В начале 2009 года в Праге начали выдавать номерные знаки в новом формате 1AA:xxxx — 9AZ:хххх, так как диапазоны номеров 1A1:xxxx — 9A9:хххх были уже исчерпаны.
Позже новый формат ввели и в других краях.
Начиная с 1 января 2015 менять номерные знаки при перерегистрации транспортного средства в другом крае не требуется.
С января 2016 года возможно изготовление знаков на заказ. Доступны любые сочетания букв и цифр общей длиной до 8 символов при условии наличия как минимум одной цифры. Мотоциклетные номера содержат до 7 символов. Текст не должен содержать оскорбительных и нецензурных слов, названий государственных учреждений, а также букв G, O, Q и W (аналогично стандартным номерным знакам).

С осени 2023 года в Праге начали выдавать номерные знаки  в новом формате: 1AA:Axxx — 9AZ:Zххх, где четвёртый знак будет не цифрой, а буквой.

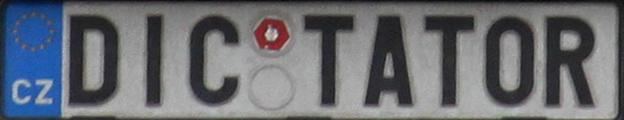
Заказной номерной знак. Вместо недопустимой буквы O — цифра 0

## Таблица автомобильных номеров
| Код | Край                                 | Пример номера | Последняя выданная серия на 17.08.2025 |
| --- | ------------------------------------ | ------------- | -------------------------------------- |
| A   | Прага                                |               | 1AK:Lxxx                               |
| B   | Южноморавский (Брно)                 |               | 3BR:7xxx                               |
| C   | Южночешский (Ческе-Будеёвице)        |               | 1CH:4xxx                               |
| E   | Пардубицкий                          |               | 7E7:0xxx                               |
| H   | Краловеградецкий                     |               | 8H9:2xxx                               |
| J   | Высочина (Йиглава)                   |               | 7J8:8xxx                               |
| K   | Карловарский                         |               | 5K5:8xxx                               |
| L   | Либерецкий                           |               | 6L9:6xxx                               |
| M   | Оломоуцкий                           |               | 8M3:5xxx                               |
| P   | Пльзенский                           |               | 1PA:4xxx                               |
| S   | Среднечешский                        |               | 7SE:0xxx                               |
| T   | Моравско-Силезский (Острава)         |               | 2TX:4xxx                               |
| U   | Устецкий                             |               | 2UB:6xxx                               |
| Z   | Злинский                             |               | 7Z9:8xxx                               |
| V   | Исторические автомобили («Ветераны») |               |                                        |

Края Чехии на карте

Используются регистрационные знаки со шрифтом разных цветов на белом фоне.
- чёрный шрифт — обычный номер
- синий шрифт — на автомобиле дипломатических и консульских должностных лиц
- зелёный шрифт — на автомобиле который не был одобрен для дорожного использования

V — «ветеран», исторические автомобили
R — спортивный автомобиль
Буква области — дилерская машина предназначенная для перевозки по необходимости.
На номерных знаках так же имеются два места для наклейки марок — о прохождении ТО (красная) и измерении эмиссии (зелёная). Номерной знак с марками должен быть установлен на заднем бампере.

## Старые регистрационные знаки
Номерные знаки чехословацкого образца продолжали выдаваться вплоть до 2001 года.

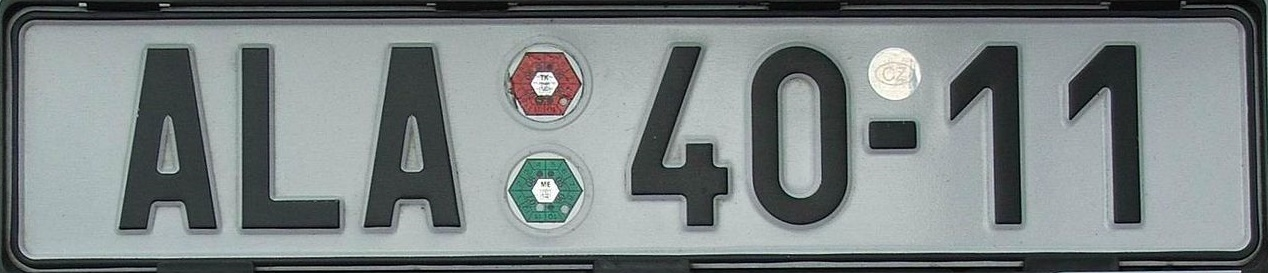
номерной знак образца 1960—2001 годов

С 2001 по 2004 (до вступления Чехии в ЕС) выдавались номера современного формата без государственной символики в левой части.

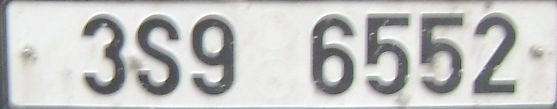
номерной знак образца 2001—2004 годов